# Hao Jingfang
Œuvres principales
- L'Insondable Profondeur de la solitude

Hao Jingfang, née le 27 juillet 1984 à Tianjin, est une essayiste et auteure de science-fiction chinoise.

## Biographie
Hap Jingfang obtient un diplôme de premier cycle du département de physique de l'université Tsinghua et un doctorat, en 2006. Elle est également diplômée en économie et gestion en 2013. Elle travaille pour la China Research Development Foundation.
Ses œuvres de fiction sont publiées dans diverses revues, notamment Mengya, Science Fiction World et ZUIFound.
En 2016, elle reçoit le prix Hugo à Kansas City pour sa nouvelle Folding Beijing. Dans ce récit, la ville de Beijing est formée de trois espaces distincts spatialement et temporellement, imposant une ségrégation sociale. La ville One dispose de 24h un jour sur deux, la ville Two de 16h et la ville Three de 8h par jour. Au moment du passage, la ville cède la place à la suivante, les bâtiments disparaissent. Lao Dao passe d'un espace à l'autre en dépit du danger, pour payer l’école à la petite fille qu’il a recueillie.
Cette nouvelle a été traduite en français sous le titre Pékin Origami et publiée dans le recueil de nouvelles Utopiales 2017, aux éditions ActuSF.

## Œuvres

### Romans
- (zh) 流浪玛厄斯 (Liúlàng Mǎèsī), 2011
- (zh) 回到卡戎 (Huí dào Kǎróng), 2012

## Recueil de nouvelles
- L'Insondable Profondeur de la solitude, Fleuve, 2018

### Nouvelles
- (zh) 看不见的星球 (Kàn bùjiàn de xīngqiú)Traduit en anglais sous le titre Invisible Planets par Ken Liu en 2013[6]
- (zh) 最后一个勇敢的人 (Zuìhòu yīgè yǒnggǎn de rén)Traduit en anglais sous le titre The Last Brave Man par Poppy Toland en 2013
- (zh) 星旅人 (Xīng lǚrén)
- Pékin origami, 2017 ((zh) 北京折叠 (Běijīng zhédié)), trad. Michel ValletTraduit en anglais sous le titre Folding Beijing par Ken Liu en 2015

### Essai
- 时光里的欧洲 (Shíguāng lǐ de Ōuzhōu) / Europe in Time, 2012

## Prix et distinctions
- Prix Hugo de la meilleure nouvelle longue 2016 pour Pékin Origami